# Língua ateso
A língua ateso (também conhecida como iteso ou teso) é uma língua nilo-saariana falada pelo povo iteso de Uganda e do Quênia. É uma das línguas teso-turkana.
Em 1991 havia 999,537 falantes do ateso em Uganda. Estima-se que 279,000 pessoas falem e ateso no Quênia.
De acordo com o censo populacional e habitacional de Uganda em 2002, mais de 1,57 milhões de pessoas falavam a língua no país, 6,7% da população) spoke Ateso. Além disso, cerca de 279.000 pessoas no Quênia falam a língua. Seu código Ethnologue/SIL é TEO.
Ateso é falado na sub-região de Teso.

## Léxico básico
Olá - ioga  

Como você está? - Ijai biai (singular),  Ijaasi biai  (plural) 

Bem e você? - Ejokuna, arai ijo? 

Tudo bem -  ejokuna  

Qual é o seu nome? -  Ingai bo ekon'kiror?  

Meu nome é ... -  Eka'kiror ...  

Nome ---
Ekiror 

É bom te ver. ---
Eyalama ewanyun ( também:  Eyalama aanyun) 

Ver você de novo ---
Awanyunos bobo 

Livro - Eitabo 

Porque - Naarai
A primeira frase na bíblia pode ser traduzida como  Ageunet, abu Edeke Kosub akwap keda akuj  ("No princípio Deus fez a terra e os céus" iluminados. "O baixo e o alto" )

## Gênero e prefixo substantivo
Tal como acontece com muitas outras línguas, as palavras de Ateso têm gênero gramatical. Para fins gramaticais, todos os substantivos em Ateso são divididos em três classes ou gêneros: (a) masculino, (b) feminino e (c) neutro.

### Prefixo nominal
Cada substantivo em Ateso tem um prefixo que varia de acordo com o gênero do substantivo ou se o substantivo é singular ou plural. Substantivos (no singular) começando com "E" ou "O" são geralmente masculinos. Aqueles que começam com "A" são femininos, enquanto aqueles que começam com "I" são neutros. Consulte a tabela abaixo para obter detalhes.
|              | masculino                              | feminino                          | neutro                              |
| ------------ | -------------------------------------- | --------------------------------- | ----------------------------------- |
| singular     | e, o                                   | a                                 | eu                                  |
| plural       | eu, o                                  | a                                 | eu                                  |
| por exemplo. | etelepat → itelepai (menino → meninos) | apese → apesur (menina → meninas) | 'ikoku → idwe' (criança → crianças) |

A única exceção à regra acima são determinados substantivos que denotam relações e direções. 

Ex .:  toto -----mãe; papai -----  pai ; mamai----- tio'; inac -----  irmã ; ija -----  tia  

Deve-se, no entanto, notar que o prefixo do substantivo é sempre omitido quando o substantivo vem depois dos seguintes pronomes ou adjetivos e suas formas femininas, neutras ou plurais:
| pronome ou adjetivo | exemplos |
| --- | --- |
| ece, ás, gelo - outro, outro; ngol (m) ou ngin (f, n) - todos edio (m), adio (f), idio (n) - qualquer, algum ediope (m), adiope (f) - um | ecetunganan - outro homem; aceberu - outra mulher; icetunganan -outra pessoa; icetunga -outras pessoas etunganan - um homem; ngolitunganan (ou nginitunganan) - todo homem; aberu - uma mulher; nginiberu - toda mulher ediotunganan -qualquer homem; adiope -qualquer garota; idiokoku - qualquer criança adiopeberu - uma mulher; ediope kiliokit bon -apenas um homem |

A seguir está uma classificação geral da maioria dos substantivos.

### Substantivos masculinos
Os substantivos masculinos são:
Nomes de seres masculinos: 

Ex .:  ekingok -' 'cachorro': ekoroi -----  cabra 
emong -----  touro 
etelepat / esapat -----  rapaz 
Ekue ----—  raposa 
Ekokor ----—  galo 
(ii) Nomes da maioria das árvores e frutas 

Ex .: eloa * - árvore mvule (* agora geralmente referida como emapule )
enimu ----—  limão 
etaget ----—  banana 
emucuuga ----—  uma laranja 
(iii) Nomes de insetos: 

por exemplo. esirut - mosquito
emukuny ----—  formiga preta 
ekonyelet ----—  besouro 
ecwarenit ----—  percevejo 
eidepit ----— pulga
(iv) Nomes de líquidos não indígenas: 

Ex . ecaai ----—chá'
akaawa ** ----—  café  (** derivado da palavra árabe  qahwa )
ebia ----—  cerveja 
ebino ** ----—  vinho  (** ewain também é aceito)
(iii) Nomes de líquidos: 

por exemplo. ajon ----—  bebida fermentada local  

akipi ----—  água 
akile ----—  leite 
acece ----—  sopa 
akima ----—  mingau  (também akuma)
(iv) Substantivos abstratos: - 

Ex .: ajokus ----—' 'bondade' '(* também  ajokis, ajokisu  são usados dependendo da área) 

amina -----  amor 
aojau ----—  altura 
alalau ----—  largura 
ajijim ----—  saboroso 
apianis ----—  falta de gosto 
anyunyura'

### Substantivos femininos
Os substantivos femininos são:
(i) Nomes de seres femininos: 

Ex.: akingok - cadela
akinei ----—  cabra 
apese ----—  garota 
Akokor ----—  galinha 
(ii) Nomes de idiomas e países: 

Ex .: Ateso ----—' 'a linguagem Teso' '

Amusugun ----—  o inglês 
Alulatina ----—  o latim 
Amugana ----—  a língua ganda (ou mulheres do povo ganda) 

### Substativos neutros
(i) Substantivos de objetos neutros ou genéricos: 

Ex.: ituŋanan ----- pessoa (sexo desconhecido) 

irotin  ----- restradas

(ii) Substantivos de objetos diminutivos 

Ex.:. ikiŋok ----- cachorrinho 

ipese ----- menina pequena
Imoru ----- pedregulho
imiot ----- galinha
imukeru ----- bebê

### Plural
(i) Para formar o plural, a desinência do substantivo é alterada. Essa mudança pode consistir na omissão da última sílaba, na adição de outra sílaba ou sílabas, ou na alteração da última sílaba ou sílabas:
| Formação plural | exemplo                                                            |
| --------------- | ------------------------------------------------------------------ |
| omissão:        | amukat (sapato) - amuk (sapatos); atipet (conta) - atipe (contas); |
| adição:         | akan (mão) - akanin (mãos); akwap (país) - akwapin (países)        |
| alteração:      | apese (menina) - apesur (meninas); ekek (porta) - ikekia (portas); |
(ii) No caso de substantivos masculinos, o prefixo do substantivo também muda conforme mostrado na tabela de prefixo do substantivo acima. 

(iii) Essas mudanças nas terminações dos substantivos são tão irregulares que não vale a pena tentar formular regras para a formação de plurais. 

(iv) Certos substantivos, entretanto, que são derivados de verbos, formam seus plurais de acordo com regras;
(a) Substantivos que denotam um agente de ação (uma pessoa que realiza a ação do verbo) formam uma terminação no singular em -an ou -on e uma terminação no plural em  -ak ou -ok :
Ex .: ekamejan - caçador; ikamejak - caçadores; ekecokon - pastor; ikecokok - pastores; 

ekadukon -a construtor; construtores de ikadukok; ekatubon - juiz; ikatubok -juízes.

(b) Substantivos que denotam algo que faz ou, é feito, formam uma terminação singular em -et ou -etait e uma terminação plural em -eta: < br/>

Ex .: elacet - (' 'uma coisa que afrouxa' ') tecla; ilaceta - teclas; arapetait - capa
arapetá -cobertura; 

(v) Alguns substantivos não têm singular e existem apenas no plural: 

Ex .: akipi - água; ajony - cerveja local; asinge - areia; ajo - dormir; ileico - vergonha 

Outros substantivos não têm plural e existem apenas no singular; 

Ex .: ekuron - cinzas; akoloŋ - sol; adam - cérebro; eduan - ervas daninhas 

(vi) Substantivos abstratos e nomes de doenças, como em inglês, não possuem plural. 

por exemplo. aiyalama -felicidade; sou -amor. 

(vii) Alguns substantivos formam seu plural a partir de outras raízes: 

Ex  aberu - mulher, aŋor -mulheres; ikoku -child, iduwe - filhos. 

(viii) Alguns substantivos, além do plural normal, formam um plural genérico adicionando -sinei ao plural: 

Ex  etuŋanan - homem, ituŋa - homens; ituŋasinei - humanidade 

akwap - país, akwapin - países, akwapisinei - o mundo (n descartado para eufonia).

## Artigo
Não há artigo definido ou indefinido em Teso.  Aberu  significa "uma mulher" ou "a mulher" de acordo com o contexto

## Advérbios
Os advérbios esclarecem a ação de um verbo. Os advérbios interrogativos geralmente seguem o verbo que qualificam.
Ex  ' Elosit nesi ai? Para onde ele foi?
Mas se o advérbio interrogativo é reforçado pela partícula BO, o advérbio deve preceder o verbo
Ex   aibo ejaas itelepai? (Onde estão os meninos?) = Ejaas itelepai ai? , Mas todos os outros advérbios seguem o verbo.

### Advérbios de lugar
Ai / aibo = onde? 

nen = lá (não muito longe) 

Ex  ' aibo ejai eka'kalaamu? Onde está meu lápis ?; Ejai nen = está lá.
Ngina = ali (à distância) 

Ex .:  Aibo ejai toto? Onde está a mamãe; Ejai ngina' = (ela está) ali.
Lailo, laije = desta forma, daquela forma. 

Ex .: Kobia lailo, mam ilosi ngina = venha por aqui, não vá lá; Kobongo laije, mam ibuni lailo = Volte lá, não venha por aqui.
Juwai / Juwayi = atrás / daquele lado / daquele lado (geralmente atrás de alguma coisa)
Ex .:  Elosit papa juwai '= Papai foi para o outro lado / Papai foi para a retaguarda
Ajesan = lá embaixo.
Nelwana / ne alwanan = longe
Ex .:  Alot onac ameja nelwana '= (meu) irmão foi caçar em um lugar distante
Eyapye / eyapiei / eyapie = perto
por exemplo, Eyapie ne elosit ngesi = ele / ela foi por perto (para um lugar próximo)Toma =inside

por exemplo. Ejai amunyu toma ocupa = o sal está dentro da garrafa; Eroko Yakobo ejai toma agoola ke = James ainda está dentro do quarto
Kiding = no meio / entre 

Ex .:  Ejai eyapesi ka kiding na eiduka kede ekanisa = meu escritório fica entre a loja e a igreja;' Ibirokina ekitoi kiding na erot = a árvore caiu no meio da estrada
Kau = atrás 

Ngaren (na) = na frente (de)
Ex .:  Ngaren na ataker '= Na frente do barco
Osiep = próximo / ao lado de / ao lado
Ex .:  Ikunyu ber ijo osiep ka '= Por favor, chegue perto de mim (chegue mais perto)
Diye = muito perto
Ex .:  Anu inyo ilosia ijo diye do abongun kede akan? '= Por que você foi por perto e voltou de mãos vazias?
teten = (para a) direita
Ex .:  Ibelokin teten '= virar à direita
Kediany = esquerda
Ex .:  Ejaasi kesi kediany '= Eles estão à esquerda (lado esquerdo)
Kide = Leste 

Muito = Oeste 

Nyakoi = Norte 

Agolitomei / Ongalakimak = Sul
(i) Names of neuter or generic objects: 

Ex.: ituŋanan' ----- person (sex unknown) 

irotin  ----- roads/ways

(ii) Names of diminutive objects:

e.g. ikiŋok ----- puppy 

ipese ----- baby girl
Imoru ----- pebble
imiot ----- chick
imukeru ----- baby

## Alfabeto
Existem 22 letras no alfabeto latino usadso pela língua Ateso F,H,Q,V,H,X e Z não são usado e ŋ e NY são acrescentados.  'F, H, Q, V, H, X, Z'  aparecem apenas em palavras emprestadas. Os guias de pronúncia a seguir são apenas para prática; os sons corretos só podem ser aprendidos com a prática de um professor ou de uma mídia de áudio.
Existem cinco vogais em Ateso 

‘‘‘A, E, I, O, U.’‘‘ 

Essas cinco letras, entretanto, representam mais de cinco sons, pois as letras ‘‘‘E, I, O’‘‘ e ‘‘‘U’‘‘ têm dois valores cada; um valor "fechado" e um valor "aberto".
As vogais fechadas são pronunciadas aproximadamente da seguinte forma:
E  [ e] como em beg (francês é): ‘‘‘aipet’‘‘ -----  para chutar 
Eu [ i] como no assento: ‘‘‘aidip’‘‘ -----  para acertar 
O  [ o] como em gaélico escocês pronúncia de bone (francês eau): ‘‘‘aimor’‘‘ - ----  para insultar ,  para abusar 
U  [ u] como um tolo: ‘‘‘aikut’‘‘ -----  para arranhar a terra, colher algo 
As vogais fechadas são pronunciadas aproximadamente da seguinte forma:
E [ ɛ] como em beg (francês è): ‘‘‘aipet’‘‘ -----  para dispor 
Eu [ ɪ] como em sit: ‘‘‘ailid’‘‘ -----  para prender 
O [ ɔ] como no passado (ou na glória quando longo): ‘‘‘aimor’‘‘ -----  para compartilhar 
U [ ʊ] como por extenso: ‘‘‘aikut’‘‘ -----  para explodir 
A ‘‘ [ a] é pronunciado como na arte (nunca curto como no RAM)
 abal ‘‘‘dizer'
Observe que o fato de a vogal raiz ser "fechada" ou "aberta" afeta a conjugação do verbo.
Onde as vogais AI ou OI aparecem juntas juntos, elas representam sons que se aproximam do "i" na mordida [ ai̯] e "oy" [ oi̯] no aborrecimento, respectivamente. Em outras combinações de vogais, ambas as vogais devem receber seus valores completos. O "au" em  'kau'  ----- ( atrás ) é pronunciado [ ka.u] e não [ kau̯].
Todas as palavras terminadas em consoante possuem uma vogal semi-muda ou "sombra" após a consoante final, que não é pronunciada quando a palavra está isolada, mas que é pronunciada quando a palavra é seguida por outra palavra que começa com uma consoante:
por exemplo. A tradução de Ateso de "as mulheres vão para a casa" está escrita:
 'elosete aŋor togo'  -----  as mulheres estão indo para a casa 
mas é pronunciada:  'elosete aŋoro Togo' 
Se a palavra seguinte é normalmente escrita igual à anterior, a vogal "sombra" não é apenas pronunciada, mas escrita:
por exemplo.  'elosete aŋoroke togo'  -----  'as mulheres dele estão indo para a casa' 
Outros exemplos são dados em (vii) abaixo.
Existem dezesseis consoantes e uma semivogal em Ateso, pronunciada aproximadamente como segue:
B [b] como em bate: bobo -----novamente
C [tʃ] como em chá (nunca cat): elacet ----- chave
D [d] como em dado:  edou ----- chuva
G [ɡ] como em gueto (nunca como em geologia): agasia -  porcaria
'J [dʒ] como em dja:  aijar - vida
K [k] como em queijo: ekek - porta
L [l] como em lei: alalau espessuraV
M [m] como em mate: mam ----- não
N [n] como em noz: ainu ------ abraçar
ŋ** [ŋ] como em hanger (never como em finger): iŋai ----- quem
NY [ɲ] como em nonhoque : anya ----- relvas (plural)
P [p] como em pãot: papa ----- father
R [r] como em rato:  erute ----- portão
S [s] como em saco : aisab ----- mentir
T [t] como em tom: toto ----- mãe
y [j] como em igreja: yoga ----- olá
emi-vogal:
 'W'  [ w] como em win:  'awasia'  ----- o fim,  'aiwosa'  -----  processar
(vi) Em palavras de origem estrangeira introduzidas no Teso, o som ausente F é substituído por P e o som ausente V por B ou P. Z é substituído por S.
Assim,  mesa  -----  mesa  (Kiswahili) torna-se  'e-mesa' 
 oku-fuga  -----  governar  (Luganda) torna-se  'ai-puga' 
É uma regra invariável que duas consoantes nunca podem estar juntas na mesma palavra. Tanto na fala quanto na escrita. Quando a construção da palavra reúne duas consoantes, uma das consoantes deve ser omitida ou a vogal "sombra" mencionada no subparágrafo (iv) acima deve ser inserida entre as consoantes.
Por exemplo. (Omissão de uma consoante)
 Nen-pe-nen  'bem ali' está escrito e pronunciado  nepenen .
(Inserção de vogal "sombra")
 ŋon-tuŋa-nan  'todo homem' é escrito e pronunciado:  ŋonituŋanan 
 Elacet-kon  'sua chave' está escrita e pronunciada  elacetekon 
 **  Devido à introdução de composição e processamento de texto,  ŋ  agora é quase inteiramente escrito como  NG . É apenas na literatura antiga que  ŋ  ainda aparece. O fato de em algumas obras as duas letras  NG  serem encontradas juntas no lugar de  ŋ  não é exceção às regras acima. Estas duas letras são apenas uma representação alternativa do som  ŋ , da mesma forma que as letras  NY  representam um som. A semivogal  W , no entanto, pode e freqüentemente segue uma consoante:
 aswam  trabalho
 ekwam  ar

## Pronúncia
A pronúncia correta dessas letras, quando formadas em palavras, só pode ser aprendida com a prática. Como regra geral, todas as sílabas devem receber a mesma tonicidade, embora o radical ou raiz sílaba freqüentemente carregue um pouco mais de tonicidade do que outras sílabas. O acento, entretanto, não afeta a duração da vogal tônica ou seu tom ou maior ênfase  É igualmente importante notar que o tom da sílaba desempenha um papel vital na pronúncia correta e que muitas palavras, que são escritas de forma idêntica, têm significados diferentes de acordo com o tom da sílaba.
Por exemplo:
__ ↗ __ élípì -----  Estou orando 
___ ___ ‿ elìpǐ -----  Eu estava orando 
___ ___ ↗ elipi-----  ele / ela estava orando 

## Ortografia
(i) A grafia usada na maioria dos primeiros livros Ateso publicados está de acordo com a ortografia oficial acordada pelo Comitê de Ortografia Ateso em 1947. Foi então aceito como princípio geral que todas as palavras deveriam ser escritas por extenso, embora normalmente contraídas na fala. Deve-se notar particularmente que um -a ou -e curto no final de uma palavra é omitido na fala quando a palavra é seguida por uma palavra que começa com uma vogal.
Ex ekitabo loka etelepat -----o livro do menino
é pronunciado como  'ekitabo lok' etelepat  '.
(ii) Recentemente, é evidente que a língua falada continua a se distanciar da língua escrita, especialmente na maior parte de Uganda. Isso significa que alguns aspectos da ortografia podem precisar de revisão em breve.
(iii) Embora o distrito de Tteso de Tororo em Uganda e o distrito de Teso em Quênia mantenham a letra k na língua falada, o Iteso na maioria das outras áreas de Uganda tendem a omiti-lo na maioria das palavras.
Ex.:
| Ateso em Teso, Quênia e Tororo, Uganda | Ateso no distrito de Amuria, Uganda | Em Inglês significa  |
| -------------------------------------- | ----------------------------------- | -------------------- |
| 'Akilip lok'asuban'                    | 'ailip loasuban'                    | para orar ao criador |
| 'akinyam emkati / atap'                | 'ainyam atap'                       | comer pão            |
| 'akimat akile'                         | 'aimat akile'                       | beber leite          |
| 'akitabu lokalaunan'                   | 'eitabo loalaunan'                  | um livro sagrado     |
| 'Akote inyamat / inyamen'              | 'aimo ainyamat'                     | procurar comida      |

## Numerais
Os numerais Ateso vão de um a centésimo lugar. Números acima de mil são emprestados de outras línguas.
(i) Números de um a cinco são a base de todo o sistema numérico em Ateso.
Seis (6) é traduzido literalmente como 5 + 1 (cinco e um), 7 como 5 + 2 (cinco e dois), etc.
Da mesma forma, 16 é 10 + 5 + 1, 17 é 10 + 5 + 2, 21 é 20 + 1, 26 também é 20 + 5 + 1, etc.
(ii) Os numerais concordam em gênero com o substantivo que definem: 

Ex .:  itelepai iuni  'três meninos,'  ikekia iuni  'três portas,'  imeesan iuni  'três mesas
 'apesur auni'  três meninas,  'aturo auni'  três flores,  'iduwe iuni'  três filhos
(iii) Os numerais sempre seguem o substantivo. ediope (um) pode, entretanto, preceder, caso em que o prefixo do substantivo é retirado. 

Ex .: edioperot  (ou'  erot ediope  ') uma estrada / via; adiopeberu uma mulher;
 'angor auni'  três mulheres,  'irotin iuni'  três estradas / caminhos
 ††  A palavra para zero, esupur, não é mais usada na língua falada. Em vez de  'enoot' , um empréstimo derivado do inglês “naught”] é geralmente usado
Mais sobre o texto originalÉ necessário fornecer o texto original para ver mais informações sobre a tradução

### Cardinais
| Numeral     | Masculino             | Feminino           | Neutro         |
| ----------- | --------------------- | ------------------ | -------------- |
| 1           | Idiope(t)             | adiope(t)          | yenisodit      |
| 2           | iyarei                | aarei              | como masculino |
| 3           | iuni                  | auni               | "              |
| 4           | ioŋon                 | aoŋon              | "              |
| 5           | ikany                 | akany              | "              |
| 6           | ikany-kape            | akany-kape         | "              |
| 7           | ikany-kaare           | akany-kaare        | "              |
| 8           | ikanykauni            | akany-kauni        | "              |
| 9           | Eikanykaoŋon          | akanyaaŋon         | "              |
| 10          | itomon                | atomon             | "              |
| 11          | itomon-kanu-diope     | atomon-kanu-diope  | "              |
| 12          | itomon'aare           | atomon'aare        | "              |
| 13          | itomon'auni           | atomon'auni        | "              |
| 14          | itomon'aaŋon          | atomon'aaŋon       | "              |
| 15          | itomon'akany          | atomon'aakany      | "              |
| 16          | itomon akany'kape     | atomon akany'kape  | "              |
| 17          | itomon akany'kaare    | atomon akany'kaare | "              |
| 18          | itomon akanyauni      | atomon akanyauni   | "              |
| 19          | itomon akany aoŋon    | atomon akany aoŋon | "              |
| 20          | akais aare            | como em masculine  | "              |
| 21          | akais aarei kanudiope | "                  | "              |
| 30          | akais auni            | "                  | "              |
| 40          | akais aangon          | "                  | "              |
| 50          | akais akany           | "                  | "              |
| 60          | akais akany kapei     | "                  | "              |
| 100         | akwatat (adiope)      | "                  | "              |
| 101         | akwatat kanu diope    | "                  | "              |
| 200         | akwat aarei           | "                  | "              |
| 500         | akwat akany           | "                  | "              |
| 1.000       | elukumit ediope       | "                  | "              |
| 10 mil      | ilukumin itomon       | "                  | "              |
| Um milhão   | emilionit ediope      | "                  | "              |
| cem milhões | imilionin akwatat     | "                  | "              |

### Ordinais
Números ordinais são formados a partir do número cardinal números cardinais]] prefixando as formas relativas br />
Ex.: akany' cinco, nakikanyet quinto (feminino singular)
iuni três, lokiuniet terceiro (masculino singular)
iyarei dois, yenikiyareit segundo (neutro singular)
| No.   | Masculino        | Feminino          | Neutro            |
| ----- | ---------------- | ----------------- | ----------------- |
| 1st   | losodit          | nasodit           | yenisodit         |
| 2nd   | lokiareit        | nakiyareit        | yenikiyareit      |
| 3rd   | louniet          | nauniet           | yeniuniet         |
| 4th   | lowoŋonet        | nawoŋonet         | yeniwoŋonet       |
| 5th   | loikanyet        | naikanyet         | yenikanyet        |
| 6th   | loikanyet ape    | naikanyet ape     | yenikanyet ape    |
| 7th   | loikanyetaare    | naikanyetaare     | yenikanyetaare    |
| 8th   | loikanyetauni    | naukanyetauni     | yenikanyetauni    |
| 9th   | loikanyetaaŋonet | naikanyetaaŋonet  | yenikanyetaaŋonet |
| 10th  | loitomonet       | naitomonet        | yenitomonet       |
| 11th  | loitomonetadipe  | naitomonet adiope | yenitomonetadiope |
| 50th  | loakaisakany     | nakaisakany       | yenakaisakany     |
| 100th | loakwatat        | naakwatat         | yenakwatat        |
| last  | lo agolon        | nagolon           | yenagolon         |

‡ a maioria dos falantes Iteso Iteso (especialmente aqueles nos distritos de Uganda Soroti, Kumi, Amuria, Bukedea, Serere e  Kaberamaido) não pronunciam alguns ks na fala.
Assim, nakikanyet é pronunciado naikanyet, etc.
++ A palavra Ateso para telefone com o qual a maioria dos falantes de Ateso estão familiarizados é a palavra "Esimu", que vem da língua luganda.

## Amostra de texto
1.	Kotoma ageunet abu Edeke kosub akuj ka akwap
2.	Ido ajai akwap atai, komam etiakak; kojai amuton kokuju kaidules; kintkum emoyo loka Edeke kuju akipi.
3.	Kobala Edeke ebe, "Kojau aica"; kosodi aica ajaun.
 Português
1. No princípio, Deus criou o céu e a terra.
2. E a terra era sem forma e vazia; e as trevas cobriam a face das profundezas. E o Espírito de Deus moveu-se sobre a superfície das águas.
3. E Deus disse: Haja luz; e houve luz.